# Wicko (Międzyzdroje)

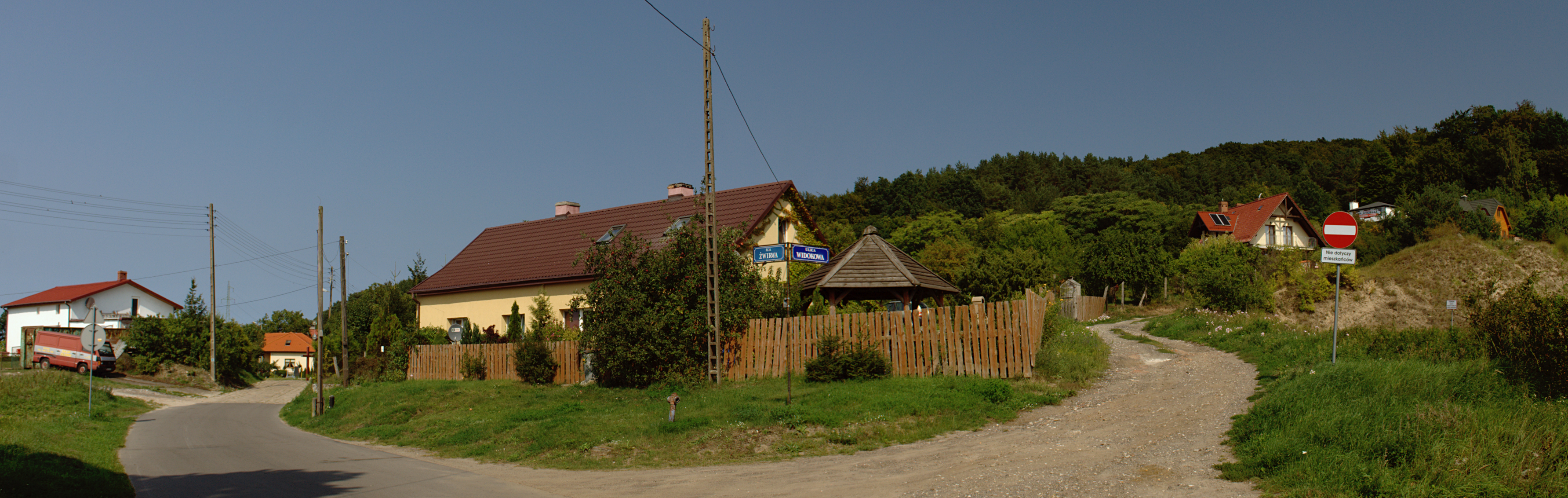
Kreuzung der Żwirowa- und Widokowa-Straße in Wicko

Wicko ([ˈvit͡skɔ]; deutsch Vietzig) ist ein Dorf in der Gmina Międzyzdroje in der polnischen Woiwodschaft Westpommern. Es liegt 5 km südlich von Międzyzdroje (Misdroy), 25 km westlich von Kamień Pomorski (Cammin) und 54 km nördlich von Stettin.
Bis 1937 bildete Vietzig eine Landgemeinde im Kreis Usedom-Wollin in der preußischen Provinz Pommern. Zur Landgemeinde gehörten auch die Wohnplätze Abbau Laatzig, Abbau Liebeseele, Gasthaus Liebeseele, Vietziger Kamp, Weißgrund und ehemaliges Posthaus. 1937 wurde Vietzig zusammen mit den Nachbargemeinden Kalkofen und Stengow nach Lebbin eingemeindet.
1945 kam Vietzig an Polen; es erhielt den polnischen Ortsnamen „Wicko“.

## Söhne und Töchter des Ortes
- Emil Berndt (1874–1954), deutscher Jurist und Politiker (DNVP), Mitglied des Reichstages